# 鄧召蔭
鄧召蔭（1893年—？）名棠，原名小任（一说字小任），字召蔭，以字行。广东省中山县人（一说广东省南海县人），中华民国政治人物。

## 生平
鄧召蔭早年留学美国，入密歇根州立大学，后转入哈佛大学。归国后，1925年7月9日任广州国民政府财政部秘书，10月29日任国民政府委员会秘书，12月任财政部国营实业管理委员会委员。1926年6月，孙科成为广州第二届市政委员会委员长，邓召荫出任财政局长，一直任至1926年10月。1927年7月任财政部粤海关监督。
民国16年（1927年）4月，古应芬任财政部长，同时由临时特别委员会改派黄隆生任中央银行行长，不久副行长林丽生去职，由政治会议广州分会派邓召荫接充副行长，嗣后又加派朱公准任副行长。民国16年（1927年）11月，张发奎、黄琪翔政变，中央银行行长黄隆生、副行长邓召荫辞职后，广州政治分会任命邹敏初任中央银行行长，朱公准仍任副行长，12月13日邹敏初出逃，遗缺由副行长朱公准暂代。
1928年，鄧召蔭成为国民政府立法院立法委员。此后兼任立法院财政委员会委员长、宪法起草委员会委员。
1931年，汪精卫、孙科、陈济棠等人成立广东国民政府，鄧召蔭出任财政部部长。1932年，广东国民政府通电取消。1940年12月至1945年，任第二届、第三届国民参政会参政员。
1949年8月13日，黄绍竑、贺耀组、罗翼群、刘斐、周一志、张潜华等6人在黄绍竑香港九龙窝打道寓所举行记者招待会，发表了黄绍竑等44名立法委员签署的《我们对于现阶段中国革命的认识与主张》的书面声明（新华社9月1日播发了该声明，《人民日报》于9月2日第一版摘要刊登了声明内容）。1949年8月27日，邓召荫、陈剑谱、李犁洲、黄祖培、陈明仙、李翰园、朱紫朝、姚忠华、赖希如、王连庆、李达等11人发表了《我们响应黄绍竑等“八·一三”声明》的书面讲话，决定参加黄绍竑等的“革命运动”，与中华民国政府断绝关系。王普涵等13人也表态拥护黄绍竑的主张。9月上旬，黄绍竑等人联名公开发表《告国民党陆海空军全体将士书》，号召全体国民党军将士效法程潜、陈明仁起义，弃暗投明，实现局部和平。黄绍竑领导的这一政治运动当时被称为“香港起义”。
1949年9月14日，中华民国政府行政院举行第89次会议，决定通缉黄绍竑、邓召荫等55人归案究办。9月24日，中华民国总统明令通缉黄绍竑、贺耀组、罗翼群、刘斐及邓召荫、陈剑闿等55人，严密缉捕，归案讯办。